# Samsung Galaxy Note 4
Samsung Galaxy Note 4 — смартфон компанії Samsung Electronics, анонсований 3 вересня 2014 на виставці IFA 2014. Є четвертим за рахунком преміальним смартфоном лінійки Samsung Galaxy Note. Зважаючи на розмір екрану (5,7 дюйма або 140 мм) є проміжним між комунікатором і планшетним комп'ютером («фаблет»). Працює на системі Android 4.4.4 KitKat, 5.0 «Lollipop» і 6.0 Marshmallow. В клавішу "Додому" вбудовано сканер відбитків пальців, як і в Galaxy S5.
Крім основного пристрою, також була анонсована версія смартфона Samsung Galaxy Edge, з додатковим екраном на бічній частині пристрою, що розширює можливості використання пристрою.
Пристрій зроблено в металевій оправі, задня кришка пристрою зроблена з пластику, текстурованого під шкіру.

## Зв’язок із Samsung Gear VR
Пристрій може працювати у зв’язці із новим пристроєм Gear VR, що дозволяє отримати ефект віртуальної реальності.